# الهبارية (حاصبيا)
هبارية هي إحدى القرى اللبنانية من قرى قضاء حاصبيا في محافظة النبطية. وهي ضمن «اتحاد قرى العرقوب».

## نبذة تاريخية
الهبارية القديمة بلدة تاريخية مدفونة تحت التراب، يعود تاريخها إلى ماقبل الرومان. وكان ابناؤها يزورون المعبد المتواجد في وسط البلدة حاليا، ويقومون بطقوس عبادة الشمس. ويرجح أن تكون البلدة القديمة قد دمّرت ودفنت تحت التراب، اما أثناء الحروب المتعددة التي جرت في المنطقة، أو بفعل الزلازل التي ضربتها.
تعتبر الهبارية ممرا للسيد المسيح، عندما صعد إلى قمة جبل الشيخ (حرمون) للتجلي واكتسبت بذلك اهمية اضافية. وجرت في البلدة معارك عديدة وكبيرة في أيام الفتح الإسلامي بقيادة أبا ذرّ الغفاري وسقط شهداء كثر على أراضيها. كما انها كانت معبرا لجيوش صلاح الدين الايوبي وهو في طريقه إلى فلسطين حيث التحق عدد من أبنائها به، وأستقر في البلدة عدد من أفراد الجيش بعد انتهاء المعارك ليبقوا إلى جانب قبور شهدائهم التي لا تزال ظاهرة حتى يومنا هذا.
وأثناء حصول معركة سوق الخان بين المعنيين والشهابيين جاءت اعداد كبيرة من مواطني الأردن وسوريا لمساعدة الشهابيين واستوطن عدد منهم في البلدة، وبذلك يكون أبناء الهبارية مزيج من عرب الأردن وسوريا واليمن وبعلبك في البقاع اللبناني.

## الاسم
سميت الهبارية بهذا الاسم نسبة إلى ” الوليمة بعد الدفن” أو ” الثرثارون ” كما جاء في الكتب القديمة. وتمتاز الهبارية بموقعها الجغرافي في نقطة وسط في المثلث اللبناني السوري الفلسطيني في السفح الغربي لجبل الشيخ وتمتاز عن غيرها من جيرانها من البلدات بأنها بلدة تاريخية بامتياز وتشهد على ذلك القلاع والحصون والمعابد المنتشرة في جميع ارجائها، كما تمتاز هذه البلدة بمناخها المعتدل وطبيعة ارضها المعطأة ومناظرها الخلابة، إضافة إلى كرم اهلها وطيبتهم وتمسكهم بأرضهم ودفاعهم عنها، إلى جانب علاقات اهلها الطيبة مع جيرانهم ومحبتهم لقريتهم وحماستهم للعمل الاجتماعي والنشاطات الثقافية والوطنية.

## الموقع والسكان
تمتاز الهبارية بانها بلدة وادعة هادئة تربض في السفح الغربي ل جبل الشيخ تبلغ مساحتها حوالي 30 كلم مربع وتبعد عن بيروت 110 كلم، وترتفع عن سطح البحر ابتداء من 600 مترا ويصل ارتفاعها عن سطح البحر في معدل اقصاه ا160 م.
يبلغ عدد سكان الهبارية 6000 نسمة مسجلين على لوائح النفوس بينهم 2200 ناخب.
تمتاز الهبارية بجغرافيتها حيث تمتد اراضيها إلى الحدود مع سورية وفلسطين وفيها احراش صنوبر وسنديان إضافة إلى كروم الزيتون والاشجار المثمرة التي يصل عددها إلى حوالي 600 الف شجرة من جوز وتين وخوخ وكرز وجنارك ورمان وماشابه.
وللهبارية تاريخ عريق وهذا مايستدل عليه من المغاور والكهوف والنواويس المنحوتة بالصخر والمنتشرة على أراضي البلدة، وهناك عدة ابراج صليبية ورومانية وأهمها المعبد الموجود في وسط البلدة والذي يحظى باهتمام خاص من قبل المجلس البلدي والاهالي والجمعيات الأهلية، وقد انتهت أعمال الترميم والتنقيب ويتوقع ان يساهم هذا المعبد بجلب السياح إلى البلدة وتحريك العجلة الاقتصادية وخاصة إذا تم ربطه بالمواقع السياحية الأخرى في البلدة وبلدات وقرى الجوار.
ويرجح ان سكان الهبارية يرجعون في اصولهم إلى عرب العشائر وقد جاؤوا من شمال شرقي الأردن وهضبة الجولان ومبرر هذا الترجيح ما تناقله السكان عن اجدادهم وكذلك تقارب العادات والتقاليد المتشابهة التي يتعاطاها هؤلاء السكان في هذه المناطق.

## الهبارية في الوقت الراهن
للهبارية الحديثة تاريخ وطني مشهود له فأستقبلت البلدة اعدادا كبيرة من أبناء فلسطين بعد حرب عام 1948، وكذلك وقفت إلى جانب المقاتلين في ثورة 1958، وشكلت مركزا لتزويد المقاتلين بالسلاح. وفي العام 1969 كانت الهبارية من أهم المواقع التي تواجد فيها المقاتلون الفلسطينيون وخاصة بعد اتفاقية القاهرة وكانت بمثابة مقر قيادة العرقوب ومنطلق العمل المقاوم ضد العدو الإسرائيلي. وعند اجتياح إسرائيل للمنطقة الجنوبية في لبنان عام 1978 و 1982 لم يتأخر أبناء البلدة في الالتحاق بصفوف جبهة المقاومة الوطنية. فاعتقل العشرات منهم وزجوا في سجون ومعتقلات العدو الصهيوني الغاشم كما استشهد مقاومون عديدون من أبناء البلدة في مواقع نضالية مختلفة، وابعدت عائلات بأكملها من منازلها إلى خارج المناطق التي كانت تحت سيطرة العدو الإسرائيلي وعملائه ودمرت بيوتهم واتلفت مزروعاتهم وتعطلت الحياة الاجتماعية، وتشتت العائلات، وهاجر قسم كبير من أبنائها إلى أربع جهات الأرض.
يتسابق أبناء الهبارية على طلب العلم حيث ان نسبة المتعلمين فيها فاقت ال 85-90% فتخرج منهم الاطباء والصيادلة، والمهندسون، والمحامون، واصحاب الاختصاصات المختلفة، ناهيك عن حملة الشهادات العليا والشهادات المهنية في مختلف الاختصاصات. كما ان عددا كبيرا من أبنائها التحق في المؤسسات العسكرية والأمنية اللبنانية والقسم الآخر عمل في القطاع الخاص.

## خلال الحرب
وخلال الحرب العالمية الأولى هاجر العديد من أبناء البلدة إلى دول اميركا اللاتينية وخاصة إلى البرازيل والأرجنتين. ولايزال عددا كبيرا منهم تصل نسبتهم إلى 30% من مجموع أبناء البلدة في المغترب، وان قسما كبيرا منهم عادوا إلى الوطن واقاموا علاقات أجتماعية وعائلية مع اهلهم وأقاربهم، وسجلوا جميع ولاداتهم في دوائر النفوس اللبنانية بينما نجد ان القسم الآخر منهم لم يعد إلى الوطن بل ذابوا في مجتمعاتهم وأعمالهم وأموالهم، وانقطعت أخبارهم
ومع بداية الحرب الاهلية اللبنانية، هاجر عدد كبير من أبناء البلدة إلى دول الخليج العربي طلبا للعمل بعد أن انسدت في وجهم سبل العيش، بينما نرى ان قسما آخر قد غادر إلى كندا وألمانيا وغيرها من دول أوروبا هربا من نار الحرب وسعيا وراء الامان وقد بلغ نسبة هؤلاء حوالي 20% من مجموع السكان.
ساهمت الاعتداءات الإسرائيلية المتكررة وكذلك سياسات الحكومات المتعاقبة والتي لم تبادر إلى رفع الغبن والحرمان عن المنطقة إلى تهجير عدد كبير جداً من أبناء الهبارية إلى ضواحي بيروت والبقاع وصيدا سعياً للعمل والأمن والعلم، وقد عمل هؤلاء في مجالات التجارة والصناعة، وقسم كبير منهم في عمل في مطار رفيق الحريري الدولي والمرفأ.
واللافت ان اهالي الهبارية رغم تباعدهم الجغرافي إلا أنهم متكاتفون متضامنون وقد سكن غالبية الأهالي في ضاحية بيروت الجنوبية وتحديدا في منطقة الشويفات في حي يعرف اليوم باسم حي الهبارية.
وبعد التحرير عاد سكان البلدة إلى قريتهم فرحين بالإنجاز العظيم والذي ساهموا بإنجازه صموداً واعتقالاً وتهجيراً واستشهاداً، ولكن انعدام فرص العمل وعدم توفر الجامعات حال دون بقائهم فيها، فنجد ان التهجير القصري أثناء الاحتلال الإسرائيلي قد تحول إلى تهجير طوعي بعد التحرير.
يعتمد اهالي الهبارية في معيشتهم بشكل أساسي على الموارد الزراعية التي تشكل حوالي 60% من المداخيل العامة النوعية الممتازة.ويعتبر الزيتون المورد الأساسي للاهالي،Iوهو من النوعية الممتازة، ويوجد في البلدة 4 معاصر حديثة للزيتون، ويعاني الأهالي كثيرا من أجل تصريف المحصول، رغم أن الزيت المستخرج يعتبر من افخر الزيوت في لبنان.